# Salvador világörökségi helyszínei
Salvador területéről eddig egy helyszín került fel a világörökségi listára, hat további helyszín a javaslati listán várakozik a felvételre. 
| | Joya de Cerén régészeti feltárásai |
| 1993 |                                    |
| Kulturális (III)(IV) |                                    |
| Védett terület: 3 200 ha, puffer zóna: ha, hivatkozás: 675 |                                    |
| Az ország nyugati felében fekvő Joya de Cerén romjai a Salvador területén található legfontosabb maja régészeti lelőhely. A település i. sz. 600 körül a Lagura Calderon vulkán kitörése következtében elpusztult, vastag hamuréteg alá került és 1976-os felfedezéséig háborítatlan maradt. A település lakosainak számát néhány száz főre becsülik, akik földműveléssel foglalkoztak. Feltárások 1978-ban kezdődtek, és a kitűnő állapotban megmaradt romok alapján rekonstruálhatóvá váltak a mintegy 1400 évvel ezelőtt itt élő emberek hétköznapjai. Emberi maradványokat nem kerültek elő, a lakosok feltételezhetően a vulkánkitörést megelőző földrengés hatására elmenekültek. Összesen tizenhét épületet ástak ki, köztük lakóépületeket, raktárakat, műhelyeket és konyhákat. A zsúpfedeles agyagtéglából készült épületek csoportosan helyezkednek el. Az épületek mellett konyhakertek, gyümölcsöskertek maradványait azonosították, valamint a világ legrégebbi maniókaföldjét. A közösségi épületek közül egy nagyobb csarnok, egy fürdő és két feltehetően gyógyítási célra használt épület maradványai kerültek elő. A lakosok menekülés közben hátrahagyott mindennapi eszközei majdnem ép állapotban maradtak meg, közülük a kerámiatárgyak, kő-, fa- és csonteszközök, kerti szerszámok, takarók és vallási jellegű tárgyak. |                                    |

## Elhelyezkedése
| Joya de Cerén |

## Javasolt helyszínek
| Megnevezés                | Kép | Típus      | Kritérium | Év   | Link |
| ------------------------- | --- | ---------- | --------- | ---- | ---- |
| El Imposible Nemzeti Park |     | Vegyes     | --        | 1992 | 207  |
| Fonseca-öböl              |     | Vegyes     | --        | 1992 | 206  |
| Chalchuapa                |     | Kulturális | II,III    | 1992 | 208  |
| Chiudad Vieja             |     | Kulturális | --        | 1992 | 209  |
| Güija-tó                  |     | Vegyes     | --        | 1992 | 210  |
| Cacaopera                 |     | Kulturális | III,V     | 1992 | 211  |